# Ciserano
Ciserano ist eine italienische Gemeinde (comune) in der Provinz Bergamo in der Region Lombardei mit 5678 Einwohnern (Stand 31. Dezember 2023).

## Geographie
Ciserano liegt 14 km südwestlich der Provinzhauptstadt Bergamo und 35 km nordöstlich der Metropole Mailand.
Die Nachbargemeinden sind Arcene, Boltiere, Pontirolo Nuovo, Verdellino und Verdello.

## Sehenswürdigkeiten
- Die Pfarrkirche, die San Marco und San Martino geweiht ist und im 16. Jahrhundert gegründet wurde
- Das Santuario della Madonna di San Marco